# 谷健二
谷 健二（たに けんじ、1976年（昭和51年）は、日本の映画監督、舞台の演出家、映画の本の編集者。京都府長岡京市出身。

## 来歴
大学でデザインを専攻後、映画の世界を夢見て上京。多数の自主映画に携る。その後、WEB制作会社、広告代理店に勤め、約9年間自動車会社のWebマーケティングを担当していたが、2014年（平成26年）に、映画「リュウセイ」の監督を機にフリーとなる。
日本映画監督協会会員。
2014年度と2016年度の、日本映画監督協会の新人賞の候補者であった。武蔵野映画祭の発起人でもある。

## 作品

### アシスタントでの参加映画
- 「愛のモルヒネ」（2007年、宣伝デザイン）（監督：林田賢太、出演：有働剛、安田昌平、長宗我部陽子）
- 「ブリュレ」（2007年、アソシエイト・プロデューサー）（監督：林田賢太、出演： 中村美香、中村梨香、平林鯛一、瀬戸口剛、小田豊）

### 短編映画
- 「コンティニュー」（2008年、監督）（出演：小田晃生、今泉玲奈）
  - 【黒澤明記念ショートフィルム・コンペティション2008 ノミネート作品】
  - 【横濱 HAPPY MUS!C 映画祭2012 音楽映像作品 優秀作品】　
  - 【第１回武蔵野映画祭 オープニング作品】
- 「スレッド」（2009年、監督）短編映画『スレッド』（出演：渡部遼介、佐生有語）
  - 【日本芸術センター 第２回映像グランプリ 脚本賞】　
  - 【第6回山形国際ムービーフェスティバル2010 入選】
  - 【CON-CANムービーフェスティバル 入選】　
  - 【TBS DigiCon6 国内最終作品】　
  - 【小坂本町一丁目映画祭vol.9 上映】
  - 【第2回 ALF自主制作映画祭 2010 上映】 　
  - 【第5回新城ムービングイメージフェスティバル入選 】
  - 【CLARK THEATER2012上映】　
  - 【ENCOUNTERS PRESENTS：JAPANESE TSUNAMI RELIEF FUNDRAISER上映】
- 「FLOWER」（2011年、監督）　短編映画『FLOWER』（出演：望月一花、森本のぶ、元岡伸治郎、秋定里穂）
  - 【第2回 奄美映像フェスティバル ノミネート】　
  - 【横浜映像天国2012 上映】　
  - 【第2回武蔵野映画祭 招待作品】
- 「真似る」（2012年、監督）短編映画『真似る』（出演：西井隆詞）【松竹芸能×CREATORS作品】
- 「ヒーロー×ヒーロー」（2012年、監督）短編映画『ヒーロー×ヒーロー』（出演：高橋信二、郭智博）
  - 【第3回 伊勢崎映画祭 伊勢崎市長賞受賞】　
  - 【横浜映像天国2013 上映】
  - 【小坂本町一丁目映画祭vol.11 上映】　
  - 【渋谷SASAHATA”まほろば”国際映画祭 上映】
  - 【第6回江東シネマフェスティバル関連イベント みんなのロードショー 上映】　
  - 【いわきぼうけん映画祭 上映】
  - 【第6回新城ムービングイメージフェスティバル 特別上映】　
  - 【第4回武蔵野映画祭 招待作品】
- 「Ｄの記憶」（2014年、監督）短編『Dの記憶』（出演：中野マサアキ、村田譲、寺中寿之、三上潤、渋江譲二、西山咲子）
- 「23時59分59秒」（2015年、監督）（出演：中村誠治郎、根本正勝、宝井誠明、安島萌、安亜希子、門田麻衣子）[2]
- 「エキチカ先輩（出勤編）」（2016年、監督）アセットナビが贈るWebムービー第一弾（出演：関口アナム、中村公隆、緒方もも）
- 「エキチカ先輩（ランチ編）」（2016年、監督）アセットナビが贈るWebムービー第二弾（出演：関口アナム、中村公隆、緒方もも）

### オリジナルビデオ
- 「さとるだよ」（2015年、監督）

### 中編作品
- 「渋谷シャドウ」（2019年、監督）
  - 【MOOSIC LAB 2019」-　招待作品】
- 「元メンに呼び出されたら、そこは異次元空間だった」（2021年、監督）
- 「さよなら　グッド・バイ」（2022年、監督）

### 長編作品
- 「リュウセイ」（2013年、監督）
  - 【第28回高崎映画祭　若手監督たちの現在　招待作品】
  - 【第1回新人監督映画祭　コンペティションにて上映】
  - 【第15回ハンブルク日本映画祭にて上映】
- 「U-31」（2016年、監督）
  - 【沖縄国際映画祭にて上映】2016年4月23日
- 「一人の息子」（2018年、監督）
  - 【第32回高崎映画祭　-まちと映画-　招待作品】
- 「追想ジャーニー」（2022年、監督）
- 「映画　政見放送」（2023年、監督）

### PV
- 欅坂46 渡辺梨加 個人PV「ベリカ２号機」（2017年）

### CM
- アサヒ緑健　『緑効青汁』　高崎翔太、初CMで方言披露　＆　ユーチューバーササヤマの”青汁チャレンジ”（2018年 - 7月、YouTube）

### テレビドラマ
- 「メンドル学園」（TOKYO MX、2018年）
- 「メンドル学園2〜サバイバル・ウォーズ〜」（TOKYO MX、2018年）

### ラジオ
- 「渋谷のシネマ」（渋谷のラジオにて、現在も放送中・毎月第一木曜18:00〜18:55）[3]出演

### 舞台
- 「VOTE」（2015年）
- 「バーカットの２人芝居」シリース゛
- 「ブルージンズ」（森下仁丹プレゼンツ第三水曜即興舞台2018で優勝）
- 「俺たち、ヤンキー王！？～本能寺の変！？～」（2021年）
- 「政見放送」（2022年）

### 出版
- 『シネフィルブック　vol.1』（2018年5月発売）
- 『シネフィルブック　vol.2』（2018年12月発売）
- 『シネフィルブック　vol.3』（2019年7月発売）
- 『シネフィルブック　vol.4』（2020年11月発売）